# Pleopeltis michauxiana
Pleopeltis michauxiana, conocido como helecho de la resurrección, polipodio escamoso y polipodio de Gray, es una especie de helecho epífito originario de América del Norte y América Central. 
Pleopeltis michauxiana se encuentra en la parte baja del medio oeste y sureste de los Estados Unidos, México y Guatemala.  Es el helecho epífito más extendido en América del Norte. Además de crecer en los árboles, P. michauxiana crece con menos frecuencia en sustratos como roca (generalmente piedra caliza o arenisca) y bancos cubiertos de musgo, así como en objetos hechos por el hombre tales como cercas y edificios.